# Frontera entre el Brasil i l'Uruguai

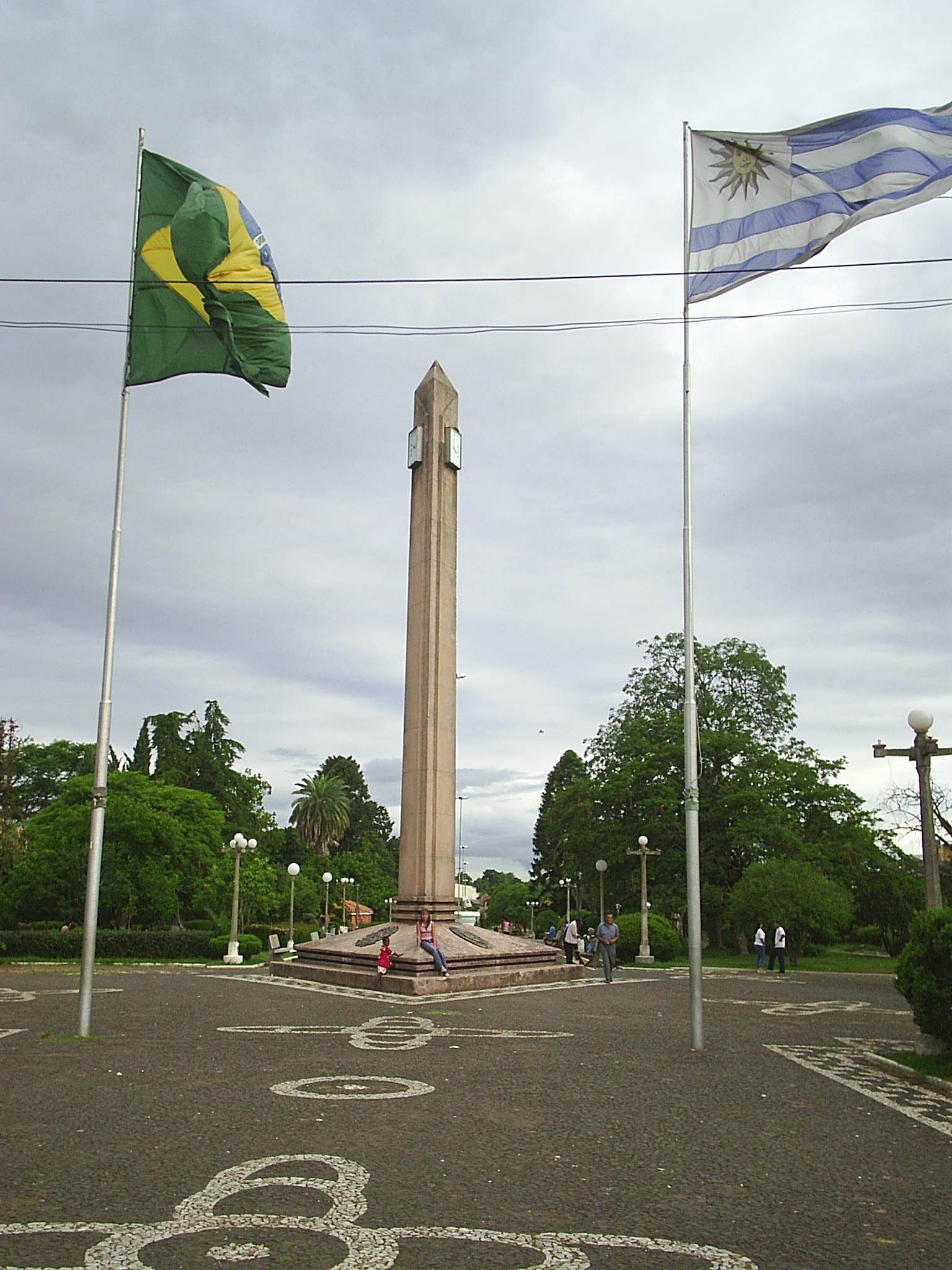
Frontera de la Pau.

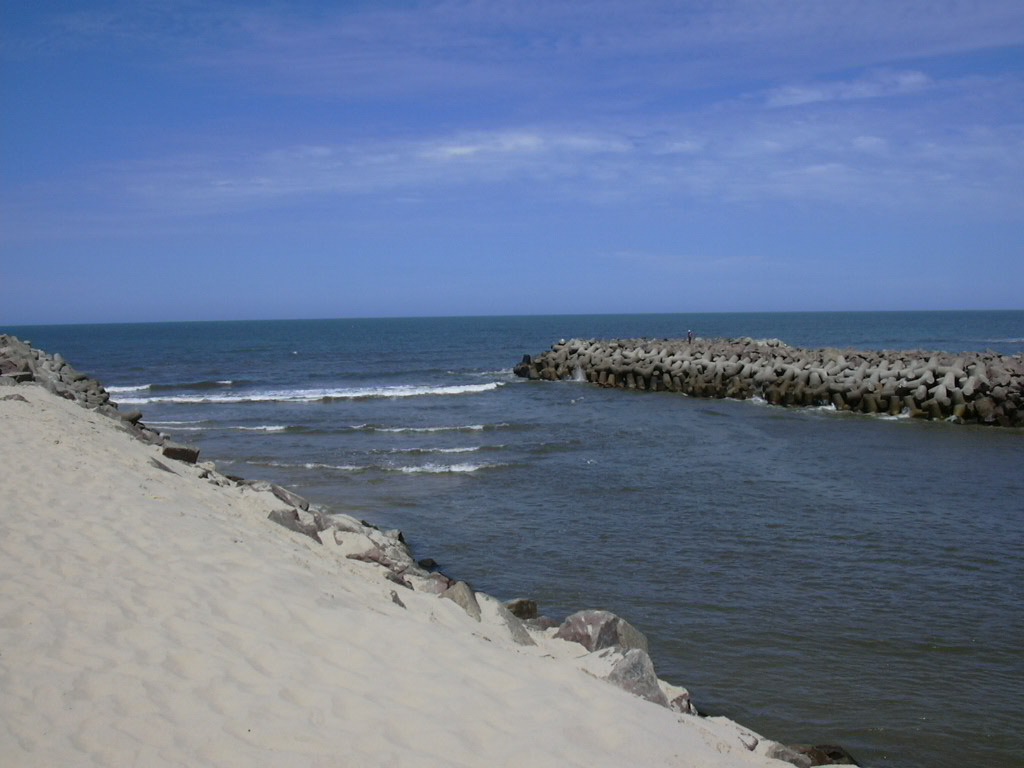
Rierol Chuí-Chuy.

La frontera entre el Brasil i l'Uruguai al sud de l'estat de Rio Grande do Sul s'estén entre 985 i 1.068 km des del trifini Brasil-Argentina-Uruguai, a l'oest, fins a la desembocadura del rierol Chuí, punt extrem meridional del Brasil.
En el tram oest, la frontera està marcada pel riu Cuareim-Quaraí, afluent del riu Uruguai, i per les "Coxilhas de Santana". En el tram més oriental pel riu Yaguarón-Jaguarão, el qual desguassa a la llacuna Merín, i per la porció sud d'aquesta llacuna fins al Chuí-Chuy.

## Ciutats de la frontera
Les ciutats més importants de la frontera Brasil-Uruguai són:
- Quaraí - unida a Artigas (Uruguai) pel Pont Internacional de la Concòrdia (750m) sobre el riu Cuareim-Quaraí;
- Santana do Livramento, també separada de Rivera (Uruguai) tot just per una avinguda en comuna, l'Av. 33 Orientales, del costat uruguaià, i Av. João Pessoa, del costat brasiler, com si fos una sola avinguda, i també per la comuna Av. Paul Harris, que té aquest nom en els dos costats, a la coneguda com a "Frontera de la Pau" o "La Mas Hermana de Todas Las Fronteras del Mundo".
- Jaguarão - unida a Río Branco (Uruguai) pel Pont Internacional Mauá (340 m) sobre el riu Yaguarón-Jaguarão;
- Chuí, separada de la germana uruguaiana Chuy tot just per una avinguda comuna a ambdues ciutats. Aquesta avinguda té el nom d'Av. Brasil al costat uruguaià, i d'Av. Uruguai al costat brasiler.

## Història
Des de 1815-16 el govern del Regne Unit de Portugal, Brasil i Algarves (Brasil abans de la independència) procurava annexar la regió de l'actual Uruguai al Brasil. Aquest fet va ocórrer amb la victòria brasilera contra els uruguaians durant la batalla de Tacuarembó el 1820. La regió fou denominada Província Cisplatina del ja independent Imperi del Brasil.
Fou represa pels uruguaians amb el suport de les tropes de l'Argentina el 25 d'agost de 1828. En acabar la guerra, amb el tractat de Montevideo, es va crear la sobirana República Oriental de l'Uruguai. L'actual frontera fou establerta en aquest moment.